# Helge Nielsen (politiker)
Hans Karl Helge Nielsen, född 12 oktober 1918 i Köpenhamn, död 11 december 1991, var en dansk socialdemokratisk politiker. Han var folketingsledamot 1960-1973 och 1975-1977.
Helge Nielsen växte upp i ett arbetarhem. Fadern, Johan Georg Nielsen (1884-1962), var snickare och modern, Sofie Pouline Poulsen (1885-1968), var bokbindare. Efter folkskolan gick han i lära som handskmakare, men lämnade tidigt detta yrke. Han läste på Borup højskole (1936-1939) och Arbejderskolen (1946-1949) och erhöll bokhållarexamen 1942. Han arbetade som kassör (1946-1951) och platschef (1951-1956) i fackföreningen Handskemagerforbundet och dess a-kassa. Han var även ordförande av Nordisk Handskemagerarbejder Union (1950-1960) och lärare i arbetsrätt och fackföreningskunskap på Arbejderskolen (1956-1971). Han blev därefter sekreterare på Arbejderbevægelsens Informations Central, AIC, efter Kaj Bundvad och blev sedermera dess ledare (1964-1971). Denna verksamhet, knuten till Socialdemokratiet, hade bl.a. som mål att bekämpa kommunismen genom underrättelseverksamhet. Det var i AIC som Nielsen gjorde sig bemärkt inom partiet. Han blev invald i Folketinget 1960 och fick en rad betydelsefulla uppdrag. Han var bl.a. partigruppens sekreterare (1965-1971), Folketingets sekreterare (1966-1971), ledamot i Nordiska rådet (1966-1968), ledamot i finansutskottet (1968-1970) samt partiets talesman i bostadsfrågor (1968-1971).
Efter valet 1971 utsågs Nielsen till bostadsminister i Jens Otto Krags tredje regering. Efter att Anker Jørgensen tog över som statsminister 1972 utsågs Nielsen till miljöminister i september 1973. Tillsammans med resten av regeringen tvingades han dock avgå i december samma år efter en stor valförlust för Socialdemokratiet. Han var åter bostads- och miljöminister 1975-1977. Han stod bl.a. bakom en lag om sanering av bostäder, som innebar att de boende hade rätt att protestera mot dessa eller att eventuellt komma med ändringsförslag. Efter ministertiden tog han över som direktör för A/S Almennyttigt Saneringsselskab efter Kaj Andresen 1977. Som sådan stod han bakom en betydande del av bostads- och stadsupprustningen, Byfornyelsen, under 1980-talet.